# Alla barn kom hit och sjung
"Alla barn kom hit och sjung" är en laestadiansk julsång skriven 1881 av Aatu Laitinen. Sången finns i olika laestadianska sångböcker, exempelvis i LFF:s sångbok [[Sions Sånger (2008)[Sions Sånger]] (2008) nr.2. Gammallæstadianernas svenska text är skriven av Tarja Alatalos.